# Scopula cretata
Scopula cretata är en fjärilsart som beskrevs av W. Warren 1900. Scopula cretata ingår i släktet Scopula och familjen mätare. Inga underarter finns listade.